# Condado de San Joaquín
El condado de San Joaquín (en inglés: San Joaquín County), fundado en 1850, es uno de 58 condados del estado estadounidense de California. En el año 2007, el condado tenía una población de 685 990 habitantes y una densidad poblacional de 156 personas por km². La sede del condado es Stockton.

## Geografía
Según la Oficina del Censo, el condado tiene un área total de 3693.3 km², de la cual 3623.4 km² es tierra y 69.9 km² (1.89%) es agua.

### Condados adyacentes
- Condado de Sacramento (norte)
- Condado de Amador (noreste)
- Condado de Calaveras (este)
- Condado de Stanislaus (sur & sureste)
- Condado de Santa Clara (suroeste)
- Condado de Alameda & condado de Contra Costa (oeste)

### Localidades

#### Ciudades
Escalon |
Lathrop |
Lodi |
Manteca |
Ripon |
Stockton |
Tracy 

#### Lugares designados por el censo
Acampo |
August  |
Country Club |
Collierville |
Dogtown |
Farmington |
French Camp |
Garden Acres |
Kennedy |
Lincoln Village |
Linden |
Lockeford |
Morada |
Mountain House |
North Woodbridge |
Peters |
South Woodbridge |
Taft Mosswood |
Terminous |
Thornton |
Victor |
Waterloo |
Woodbridge 

#### Áreas no incorporadas
Atlanta |
Banta |
Clements |
Goodmans Corner |
Holt |
Mormon |
Mountain House |
New Jerusalem |
Vernalis 

## Demografía
En el censo de 2000, había 563 598 personas, 181 629 hogares y 134 768 familias residiendo en el condado. La densidad poblacional era de 156 personas por km². En el 2000 había 189 160 unidades habitacionales en una densidad de 52 por km². La demografía del condado era de 58.13% blancos, 6.69% afroamericanos, 1.13% amerindios, 11.41% asiáticos, 0.35% isleños del Pacífico, 16.26% de otras razas y 6.05% de dos o más razas. 30.53% de la población era de origen hispano o latino de cualquier raza.
Según la Oficina del Censo en 2000 los ingresos medios por hogar en la localidad eran de $41 282, y los ingresos medios por familia eran $46 919. Los hombres tenían unos ingresos medios de $39 246 frente a los $27 507 para las mujeres. La renta per cápita para la localidad era de $17 365. Alrededor del 17.7% de la población estaban por debajo del umbral de pobreza.

## Transporte

### Principales autopistas
- Interestatal 5
- Interestatal 205
- Interestatal 580
- Ruta Estatal 99
- Ruta Estatal 26
- Ruta Estatal 4 (Crosstown Freeway/California Delta Highway)
- Ruta Estatal 120